# Kinder- und Jugendarzt (Magazin)
Der Kinder- und Jugendarzt ist die monatlich erscheinende Zeitschrift des Berufsverbandes der Kinder- und Jugendärzte, der auch als Herausgeber fungiert. Die Ausgabe für Dezember und Januar erscheint als Doppelausgabe. Begründet wurde das Magazin 1970 von Theodor Hellbrügge, der ab der Erstausgabe bis 1992 als Schriftleiter fungierte. Der ursprüngliche Titel lautete Der Kinderarzt – Zeitschrift für Kinderheilkunde und Jugendmedizin (Der Kinderarzt).

## Themen und Auflagenentwicklung
Der Kinder- und Jugendarzt versteht sich als Fachzeitschrift für Pädiatrie sowie Ärzte, die in der Kinder- und Jugendmedizin und deren Spezialgebieten arbeiten. In der Publikation werden aktuelle Erkenntnisse aus Forschung und Klinik sowie berufspolitisch relevante Neuerungen veröffentlicht. Damit soll die Zeitschrift der Fort- und Weiterbildung sowie der Kommunikation und dem Erfahrungsaustausch zwischen Praxis und Klinik wie auch der interdisziplinären Zusammenarbeit mit angrenzenden Fachgesellschaften und dem Öffentlichen Gesundheitsdienst dienen.
| 1998  | 1999  | 2000  | 2001  | 2002  | 2003  | 2004  | 2005  | 2006  | 2007  | 2008  | 2009  | 2010  | 2011  | 2012  | 2013  | 2014  | 2015  | 2016  | 2017  | 2018  | 2019  | 2020  | 2021  | 2022  | 2023  | 2024  |
| ----- | ----- | ----- | ----- | ----- | ----- | ----- | ----- | ----- | ----- | ----- | ----- | ----- | ----- | ----- | ----- | ----- | ----- | ----- | ----- | ----- | ----- | ----- | ----- | ----- | ----- | ----- |
| 12095 | 10794 | 10931 | 10960 | 10846 | 10778 | 10823 | 10882 | 10892 | 10951 | 11222 | 13908 | 12837 | 13090 | 13246 | 13009 | 12988 | 13098 | 12967 | 12390 | 12938 | 12045 | 12027 | 11958 | 11730 | 11741 | 11660 |

## Sonstiges
Das 1948 gegründete Hansische Verlagskontor verlegt die Zeitschrift Der Kinder- und Jugendarzt seit der Erstausgabe und bezeichnet den Titel als „sehr bedeutend“ für den Verlag. Weitere Verlagsprodukte im Segment Pädiatrie sind verschiedene Buchreihen und Einzeltitel wie „Fortschritte der Sozialpädiatrie“, „Forum der Kinderheilkunde“ oder „Themen der Kinderkrankenpflege“. Dazu kommen auch audiovisuelle Medien, Wandtafeln zur Entwicklung des Kindes, „Focus Mul“, die Zeitschrift für Wissenschaft, Forschung und Lehre an der Universität zu Lübeck sowie spezielle Lübecker Titel wie das Jahrbuch „Der Wagen“.